# Episodi di Suburra - La serie (prima stagione)
La prima stagione della serie televisiva Suburra - La serie, composta da 10 episodi, è stata interamente pubblicata sul servizio di streaming on demand Netflix il 6 ottobre 2017.
In chiaro, la stagione è stata trasmessa su Rai 2 dal 15 febbraio al 18 marzo 2019.
| n° | Titolo                 | Pubblicazione  |
| -- | ---------------------- | -------------- |
| 1  | 21 giorni              | 6 ottobre 2017 |
| 2  | Patrizi e plebei       | 6 ottobre 2017 |
| 3  | Cani arrabbiati        | 6 ottobre 2017 |
| 4  | Buon appetito          | 6 ottobre 2017 |
| 5  | La lupa                | 6 ottobre 2017 |
| 6  | Ajo, oio e peperoncino | 6 ottobre 2017 |
| 7  | Ultimo cliente         | 6 ottobre 2017 |
| 8  | Un altro               | 6 ottobre 2017 |
| 9  | Il buio                | 6 ottobre 2017 |
| 10 | Chiamalo dormire       | 6 ottobre 2017 |

## 21 giorni
- Diretto da: Michele Placido
- Scritto da: Daniele Cesarano, Barbara Petronio, Ezio Abbate, Fabrizio Bettelli, Nicola Guaglianone (soggetto); Daniele Cesarano e Barbara Petronio (sceneggiatura)

### Trama

I tre protagonisti in una scena dell'episodio

Roma, 23 febbraio 2008. Il sindaco annuncia le proprie dimissioni, che diventeranno effettive dopo venti giorni, un lasso di tempo cruciale per completare le procedure legali riguardanti i terreni del lungomare di Ostia, da rendere edificabili. Aureliano Adami, soprannominato "Numero 8", desidera costruire nuovi locali per ampliare le proprie attività, ma il padre Tullio è contrario a questa decisione. Alberto "Spadino" Anacleti, fratello minore del capo clan zingaro Manfredi, è costretto, nonostante la sua omosessualità, a sposare Angelica, del clan Sale. Gabriele Marchilli, all'apparenza il figlio modello di un poliziotto, è in realtà un piccolo spacciatore che ha venduto droga nel territorio controllato dal potente malavitoso noto come Samurai, il quale adesso pretende 20.000 € per non fargli del male.
La maggior parte dei terreni di Ostia è sotto il controllo della Chiesa, rappresentata da monsignor Theodosiou, mentre il resto appartiene agli Adami. Il Samurai, che ambisce a mettere le mani sui terreni per consentire alle famiglie malavitose del Sud Italia di costruirci un porto, ha da tempo corrotto il tecnico della commissione edilizia del Comune, Giacomo Finucci, e adesso vuole fare altrettanto con Amedeo Cinaglia, presidente della commissione stessa, che incarna il modello del politico onesto. Sara Monaschi, revisore dei conti della commissione del Vaticano, mira a convincere Theodosiou a vendere i terreni di proprietà della Chiesa alla Edil Cigno, società edile di suo marito Sandro. Per persuadere il monsignore, Sara ha in mente un festino a base di prostitute e droga, affidandone l'organizzazione a Gabriele.
Aureliano sembra trovare una sponda nella sorella Livia, ma il padre non intende accogliere le sue idee perché desidera sostenere il porto del Samurai. Tullio impone ad Aureliano di scusarsi con Boris degli Anacleti, avendo bisogno di placare un diverbio del quale, in questo momento, non c'è affatto bisogno. Tuttavia, Aureliano si lascia prendere la mano e uccide Boris, rubandogli il cane e dimenticandosi di consegnare la droga promessa a Gabriele per il festino. Gabriele è quindi costretto a chiederla a Spadino. Il Samurai preme su Sara affinché convinca Theodosiou a vendergli i terreni in quota vaticana, avendo il fiato sul collo dei siciliani Badali. Durante l'orgia, Theodosiou ha un infarto, cadendo ai piedi di Aureliano, Spadino e Gabriele, che sentono il profumo di un possibile ricatto.

## Patrizi e plebei
- Diretto da: Michele Placido
- Scritto da: Daniele Cesarano, Barbara Petronio, Ezio Abbate, Fabrizio Bettelli, Nicola Guaglianone (soggetto); Daniele Cesarano e Barbara Petronio (sceneggiatura)

### Trama
24 febbraio. Il Samurai pressa Cinaglia affinché l'unificazione dei terreni di Ostia venga approvata prima delle dimissioni del sindaco, essendo peraltro necessaria la firma del dirigente Finucci. Spadino fa visita a Monsignor Theodosiou in ospedale, mostrandogli un video in cui lo si vede copulare con una prostituta e lo minaccia di divulgarlo se non gli verserà 300.000 € entro il pomeriggio. Theodosiou pretende che Sara gli risolva il problema, altrimenti non darà il suo sostegno alla Edil Cigno nella riunione della commissione vaticana prevista quella sera. A sua volta Sara si rivale su Gabriele che, in qualità di organizzatore del festino, doveva impedire il ricatto e rischia di non essere pagato. Tuttavia, proprio quel giorno Gabriele ha appuntamento con lo strozzino del Samurai per il versamento del pizzo di 20.000 €.
Cinaglia deve riuscire a calendarizzare la pratica di Ostia come primo punto all'ordine del giorno dell'ultima seduta del consiglio comunale, però Finucci non è più dell'idea di approvare il progetto. Chiamato a rapporto da Aureliano, Spadino abbandona Angelica al locale notturno di proprietà degli Anacleti e incontra Sara che gli paga una piccola parte del riscatto. Aureliano si fa portare da Gabriele a casa di Isabel, la prostituta del video con Theodosiou, determinato a ucciderla dopo che l'intimorito ragazzo si è tirato indietro. Livia è preoccupata per il calo di fatturato dei locali, ma Aureliano non pare rendersi conto del problema. Gabriele presenta allo strozzino del Samurai una somma che non raggiunge la quota pattuita di 20.000 €, venendo colpito dall'uomo che gli aumenta il pizzo a 30.000 €.
Cinaglia vuole che il Samurai finanzi la sua campagna elettorale, in modo da farlo rieleggere nella prossima consiliatura. Sara promette a Gabriele che non si è dimenticata di lui e l'indomani verrà pagato per il festino, ma ora non ha tempo perché deve recarsi alla riunione della commissione vaticana. Gabriele informa Aureliano e Spadino, i quali stanano Theodosiou nella sua residenza mentre si stava auto-flagellando per i peccati carnali commessi. Angelica è infuriata con Spadino per averla piantata in asso, oltre ad essersi mostrato tutt'altro che entusiasta per il loro matrimonio, e non vuole più vederlo. Come se non bastasse, arriva la notizia che è stato ritrovato il cadavere sfigurato di Boris. Aureliano fa visita ad Isabel, rivelando così di non averla uccisa, e intavola una conversazione con la prostituta.

## Cani arrabbiati
- Diretto da: Andrea Molaioli
- Scritto da: Daniele Cesarano, Barbara Petronio, Ezio Abbate, Fabrizio Bettelli, Nicola Guaglianone (soggetto); Fabrizio Bertelli (sceneggiatura)

### Trama
25 febbraio. Cinaglia inserisce la pratica di Ostia al primo punto dell'ordine del giorno. Sara chiede aiuto al Samurai per ritrovare Theodosiou, promettendogli una spartizione equa dei terreni di Ostia. Aureliano si sveglia contento nel letto di Isabel, con la prostituta che non vuole essere pagata perché non lo considera un cliente. Il Samurai ordina a Spadino di liberare immediatamente il monsignore, lasciando intuire che alla sua famiglia non conviene mettersi in guerra contro di lui. Spadino obbedisce, mandando su tutte le furie Aureliano perché si è comportato da debole. Theodosiou reputa Sara responsabile del suo rapimento e si rifiuta di convocare nuovamente la commissione, non volendo concedere il benché minimo sostegno alla Edil Cigno. Livia è disposta a coprire Aureliano con Tullio, ma vuole che si liberi del cane di Boris.
Il Samurai si rimangia l'accordo con Sara, pretendendo di accaparrarsi tutti i terreni. Sara chiede aiuto a Sveva della Rocca Croce, una contessa ben introdotta negli ambienti della Roma importante che aveva conosciuto due giorni prima a un ricevimento in Vaticano. Sveva le suggerisce di allontanare Theodosiou da Roma, concentrandosi su Finucci che sta per ricevere un avviso di garanzia. Aureliano confessa a Spadino di essere l'assassino di suo cugino Boris, negando che l'omicidio sia legato ai loro affari. Gabriele implora Sara di prestargli sull'unghia i 30.000 € del pizzo, lasciando perdere quando vede che l'amante non gli dà corda. Gli Anacleti hanno saputo che è stato Aureliano a uccidere Boris e Spadino si aggrega al commando incaricato di ucciderlo.
Con Finucci ai domiciliari e il dossier Ostia che rischia di impantanarsi, il Samurai costringe Cinaglia a trovare un manager corrotto per rimpiazzarlo. Gabriele è indeciso se presentarsi a mani vuote al cospetto dello strozzino, scappando via quando l'uomo gli sfonda il vetro della macchina. Livia tradisce Aureliano con Tullio, mettendolo al corrente della sua responsabilità nel delitto di Boris, e spara al cane che ormai si era affezionato ad Aureliano e lei considera la causa dei loro problemi. Quando arrivano gli Anacleti, Aureliano tenta di fuggire ed è braccato da Spadino che gli punta contro una pistola. Tuttavia, Spadino offre una scappatoia ad Aureliano che sale a bordo della macchina di Gabriele prima dell'arrivo del resto del clan.

## Buon appetito
- Diretto da: Andrea Molaioli
- Scritto da: Daniele Cesarano, Barbara Petronio, Ezio Abbate, Fabrizio Bettelli, Nicola Guaglianone (soggetto); Barbara Petronio e Nicola Guaglianone (sceneggiatura)

### Trama
26 febbraio. Il sindaco ha scelto l'inappuntabile Gianni Taccon come sostituto di Finucci. In debito con Gabriele che lo ha salvato, Aureliano si offre di trovargli i soldi per saldare il pizzo del Samurai. Livia impedisce ad Aureliano di attingere al denaro del padre, stanca di doverlo sempre difendere. Aureliano non vede alternative a commettere un furto nell’appartamento di Theodosiou. Tullio implora l'aiuto del Samurai per reagire al tentato omicidio di Aureliano da parte degli Anacleti, senza però convincere il boss che, anzi, ritiene sia proprio lui il problema. Manfredi ordina a Spadino di trovare il modo di farsi perdonare da Angelica, non potendosi permettere di far saltare il matrimonio e la conseguente alleanza tra Anacleti e Sale. Spadino convince faticosamente Angelica a concedergli una seconda possibilità.
Il Samurai, che aveva riconosciuto Gabriele durante l'incontro a casa Adami, si offre di estinguere il pizzo, costringendolo però a uccidere Tullio e minacciando altrimenti di rivalersi su suo padre. Introdottosi nella residenza di Theodosiou, Aureliano trova i documenti dei terreni di Ostia e li porta ai familiari, infuriandosi con Tullio per essersi venduto al Samurai. Gabriele si sente in colpa per aver coinvolto nei suoi guai il padre Franco, entusiasta all'idea di avere presto un figlio laureato. Sara si interroga sui consigli che la contessa sta continuando ad elargirle, anche se la nobildonna glissa sul momento futuro in cui troverà il modo di sdebitarsi. Tullio e Livia ringraziano Gabriele per aver salvato Aureliano, ignari del compito che il Samurai ha assegnato al ragazzo. Spadino è riuscito a ricucire con Angelica e il matrimonio torna tra i loro progetti.
Cinaglia vuole sapere da Finucci cosa potrà scoprire Taccon esaminando le carte di Ostia. L'ex dirigente comunale rivela che la verità è molto più grande di loro, dato che l'obiettivo del Samurai è introdurre la mafia negli affari di Roma e per farlo userà Ostia come porta d'ingresso. Aureliano chiede a Spadino come mai non gli ha sparato, senza sapere che potrebbe esserci un motivo sentimentale. Non potendosi sottrarre al ricatto del Samurai, Gabriele pedina Tullio e lo trova in compagnia di una prostituta. Dopo aver istintivamente sparato alla donna, Gabriele insegue Tullio che brandisce un vassoio d'acciaio, sparandogli più volte per non essere colpito. Con due omicidi sulle spalle, Gabriele si accorge che da questa sera la sua vita è irrimediabilmente cambiata.

## La lupa
- Diretto da: Andrea Molaioli
- Scritto da: Daniele Cesarano, Barbara Petronio, Ezio Abbate, Fabrizio Bettelli, Nicola Guaglianone (soggetto); Ezio Abbate (sceneggiatura)

### Trama
27 febbraio. La morte di Tullio Adami è inevitabilmente la notizia del giorno. Aureliano dissotterra il denaro del padre e, sentendosi il nuovo leader della famiglia, prepara lo scontro con gli Anacleti che considera i responsabili dell'omicidio. Anacleti che, intanto, sono focalizzati sul matrimonio di Spadino e Angelica. Spadino riceve in dono dalla madre un prezioso coltellino appartenuto al padre, venendo redarguito a comportarsi da vero uomo. Il Samurai non vede di buon occhio l'alleanza tra Sara e la contessa, soprattutto dopo che Theodosiou si è dato malato e non ha riconvocato la commissione. Dal canto suo Sara, sfruttando i buoni uffici della contessa, ha l'occasione di incontrare Taccon e perorare la causa del marito, ma il ligio dirigente assicura che non ci sarà alcun favoritismo nell'assegnazione dei terreni.
Nonostante abbia adempiuto al suo compito, Gabriele non può sottrarsi alla morsa del Samurai che intende usarlo come spia per raccogliere informazioni su Aureliano. Livia vuole prendere le redini della famiglia, assicurandosi l'appoggio del Samurai che non accetta l'ipotesi di una guerra con gli Anacleti. Livia accetta di rinunciare alle ostilità, a condizione di entrare nel business dei terreni. Spadino vive con ansia l'intero ricevimento, preoccupato per la prima notte di nozze con Angelica. La contessa sprona Sara a non farla pentire di aver puntato su di lei, raccontandole che il Samurai rubò l'azienda al marito e lo indusse al suicidio. Aureliano sfoga con Isabel lo sconforto di essere stato raggirato da tutti. Gabriele è rimproverato da Franco perché ha scoperto che sta trascurando gli studi.
Spadino si taglia con il coltellino per sporcare il letto di sangue, ordinando ad Angelica di reggergli l'inganno davanti alla famiglia. Aureliano raggiunge Livia alla tumulazione del padre, facendole capire di non accettare il suo ruolo di leader. Cinaglia potrebbe aver trovato un punto debole in Taccon, il quale si era visto respingere dal comune un progetto di riqualificazione dei musei romani a cui teneva molto. Gabriele riprende la relazione con Sara, dopo aver ammesso che era il Samurai a ricattarlo. Aureliano convoca Spadino e Gabriele per creare un sodalizio con loro due, promettendo che riusciranno a impadronirsi di tutti i terreni di Ostia e non esiteranno a eliminare qualsiasi ostacolo si frapporrà dinanzi a loro.

## Ajo, oio e peperoncino
- Diretto da: Andrea Molaioli
- Scritto da: Daniele Cesarano, Barbara Petronio, Ezio Abbate, Fabrizio Bettelli, Nicola Guaglianone (soggetto); Daniele Cesarano e Nicola Guaglianone (sceneggiatura)

### Trama
28 febbraio. Gabriele attira Sara in trappola, conducendola da Aureliano e Spadino che pretendono il suo aiuto per indurre Theodosiou a vendere i terreni di Ostia a loro. Pur furibonda con Gabriele, Sara convince il marito Sandro a far entrare i tre ragazzi nella Edil Cigno, sicura di poterli manovrare contro il Samurai e poi liquidarli al momento opportuno, quando Theodosiou  avrà ceduto loro i terreni. Cinaglia è costretto a rivolgersi al compagno di partito Stefano Forsini, con cui è in pessimi rapporti dopo che costui gli ha portato via la moglie, per far ottenere a Taccon la direzione dei musei romani. Ingrid si sta affezionando ad Aureliano e vorrebbe restasse a vivere con lei. Manfredi suggerisce al consuocero Vincenzo Sale di approntare una piccola azione contro gli Adami per saggiarne la reazione.
Sara e i ragazzi si accordano, ma è Aureliano a dettare le condizioni. Loro tre avranno il 75% delle quote della Edil Cigno e vogliono sapere dove si trova Theodosiou, nascosto in una piccola comunità religiosa. Aureliano e Spadino decidono di far visita al monsignore per ricordargli il loro accordo, mentre Sara e Gabriele ratificano l'intesa davanti al notaio. Spadino fatica a nascondere il disagio di trovarsi nudo a farsi il bagno in una pozza con Aureliano. Quando vede i due ragazzi, Theodosiou fugge sul campanile e scenderà soltanto dopo aver parlato con Sara. Manfredi sottrae agli Adami la fiorente piazza di spaccio dell'Eur. La madre Adelaide è indispettita dalle strane attenzioni che Manfredi sta riservando ad Angelica, ordinandogli di cessare questo comportamento inappropriato.
Cinaglia chiede l'aiuto del Samurai per incastrare Forsini, coinvolto in un giro di tangenti legate all'eolico, facendogli capire che è l'unico modo per poter arrivare a Taccon. Isabel è di cattivo umore perché si sta innamorando di Aureliano, ma lui sembra non rendersene conto. Arrivata con Gabriele da Theodosiou, Sara chiede ai ragazzi di rispettare la volontà del monsignore che vuole parlare soltanto con lei. Sara sale le scale che conducono al campanile, dove Theodosiou ha scavalcato il parapetto e minaccia di suicidarsi. Sara tenta di farlo desistere, promettendogli che la Chiesa lo aiuterà a costruire una nuova vita altrove. Theodosiou non si lascia ammaliare dalle sue parole, conscio di aver superato limiti invalicabili per la sua incrollabile fede, e dopo aver recitato un'invocazione si lascia cadere nel vuoto.

## Ultimo cliente
- Diretto da: Giuseppe Capotondi
- Scritto da: Daniele Cesarano, Barbara Petronio, Ezio Abbate, Fabrizio Bettelli, Nicola Guaglianone (soggetto); Fabrizio Bettelli (sceneggiatura)

### Trama
29 febbraio. Sconvolta per il suicidio di Theodosiou, Sara ne considera responsabili i ragazzi e vorrebbe già rompere il patto appena siglato, anche se Gabriele le fa notare che ormai sono andati troppo avanti per tirarsi indietro. Sara non ha la forza di opporsi alla decisione della commissione vaticana di rinviare la votazione finché le circostanze sulla morte di Theodosiou non saranno chiarite. La contessa pungola Sara a trovare il modo di riconvocare la commissione, imbeccandola con il nome del medico legale incaricato dell'autopsia. Cinaglia mostra a Forsini il materiale procuratogli dal Samurai, obbligandolo a lavorare in favore di Taccon. Preoccupata dall'azione degli Anacleti, Livia assicura al Samurai che è perfettamente in grado di gestire i problemi insorti a Ostia, anche se il boss ha fretta di chiudere la questione dei terreni.
Sara si presenta dal Dottor Trieste per indurlo a falsificare il referto di Theodosiou, attestando che la caduta mortale è dovuta a un malore. Trieste tenta di molestare Sara che si sottrae ed è allontanata dall'ufficio, dove successivamente Gabriele rinchiude a forza il dottore nella cella frigorifera per costringerlo ad obbedire agli ordini. Presentando entrambi i referenti al segretario della commissione, Sara ottiene che sia rispettata la volontà di Theodosiou e i terreni ceduti alla Edil Cigno. Gabriele è buttato fuori di casa da Franco perché lo ha visto parlare con il Samurai. Isabel non è più convinta di fare la prostituta, ma il suo magnaccia la aggredisce perché si è fatta scappare un ottimo cliente. Manfredi richiama Spadino ai doveri verso la sua famiglia, compresi quelli coniugali con Angelica.
La Edil Cigno ottiene l'assegnazione dei terreni e la contessa si congratula con Sara per il risultato ottenuto, mentre il Samurai è tutt'altro che felice. Aureliano uccide il magnaccia di Isabel dopo averla vista con il volto tumefatto. Taccon accetta la proposta di guidare i musei romani, promettendo a Cinaglia il suo voto in commissione edilizia. Angelica si ritrova coinvolta in una sparatoria tra Anacleti e Adami all'Eur, venendo colpita alla spalla. Sara ospita Gabriele nella sua residenza segreta e anche Aureliano procura una nuova sistemazione ad Isabel. All'esterno dell'hotel Plaza si ferma un taxi, dal quale scende la contessa che con passo deciso si dirige verso una stanza ben precisa. Ad aprirle la porta è il Samurai, al quale ha chiesto un incontro per discutere una questione assai urgente: Sara Monaschi.

## Un altro
- Diretto da: Giuseppe Capotondi
- Scritto da: Daniele Cesarano, Barbara Petronio, Ezio Abbate, Fabrizio Bettelli, Nicola Guaglianone (soggetto); Ezio Abbate (sceneggiatura)

### Trama
1° marzo. Reduce da una notte difficile in cui è caduto dalla moto, il Samurai si adopera per scongiurare un conflitto tra Adami ed Anacleti. Convocati Livia e Manfredi, il boss suggerisce agli Anacleti di risarcire gli Adami per la morte di Tullio, anche se non sono loro i responsabili. Sara è messa con le spalle al muro dalla contessa, diventata improvvisamente una nemica. La nobildonna, infatti, ammette candidamente di aver perseguito i propri interessi, cioè riparare i vecchi torti con il Samurai, al quale Sara dovrà vendere i terreni, altrimenti la denuncerà per Theodosiou. Il Samurai comunica a Gabriele di aver scoperto i suoi intrallazzi con Sara e gli altri due ragazzi, quindi ora dovrà toglierglieli dai piedi. Costretto a incastrare Aureliano e Spadino vendendogli droga, Gabriele lo spiffera a Franco nella speranza di una riconciliazione.
Sara bussa alla porta di Finucci per cercare qualcosa da usare contro il Samurai. Finucci la congeda, avvertendola del diretto coinvolgimento della mafia e del pericolo che corrono entrambi. A Sara non resta altro da fare che parlare apertamente con Cinaglia, chiedendogli di far scoppiare pubblicamente lo scandalo. Gabriele attira Aureliano e Spadino in trappola, con la scusa di una festa all'Isola Tiberina che Sara starebbe organizzando per festeggiare il loro accordo. Livia trova Ingrid a casa di Aureliano, deridendola perché resta sempre una prostituta e presto suo fratello si stancherà di lei. Angelica ha capito che Spadino è gay ed è disposta a mantenere il segreto se lui la metterà incinta, dando un erede alla famiglia e riscattando il ruolo di sguattera cui è stata fin qui relegata.
Informato da Cinaglia del colloquio avuto con Sara, il Samurai fa visita a Finucci e lo strangola. Aureliano e Spadino sono all'Isola Tiberina, ma Gabriele è rimasto a casa come promesso al padre e ignora le loro telefonate. Proprio quando stanno pensando di andarsene, giunge a sirene spiegate la polizia per arrestarli. Franco si lancia all'inseguimento delle due prede, facendosi seminare da entrambi. Nella fuga Spadino ha perso un cappellino di Aureliano che da qualche tempo ha iniziato a portare con sé come segno della sua infatuazione per lui. Andato a recuperarle, Spadino è bloccato da Franco in attesa dell'arrivo dei colleghi, però a sopraggiungere è Aureliano che spara al poliziotto. Mentre Aureliano e Spadino si dileguano nella notte, Franco giace a terra gravemente ferito.

## Il buio
- Diretto da: Giuseppe Capotondi
- Scritto da: Daniele Cesarano, Barbara Petronio, Ezio Abbate, Fabrizio Bettelli, Nicola Guaglianone (soggetto); Barbara Petronio (sceneggiatura)

### Trama
3 marzo. Passati due giorni dall'uccisione di Franco, Aureliano e Spadino non hanno notizie di Gabriele. Il Samurai redarguisce Livia sul comportamento di Aureliano, mettendola al corrente della sua alleanza con Spadino. Quando Livia solleva la questione con il fratello, questi le rinfaccia il suo comportamento con Isabel, la quale gli ha riferito del loro burrascoso incontro e di quanto l'abbia ferita sentirsi discriminata per il colore della sua pelle. I giornali iniziano a dare la notizia del suicidio di Finucci, trovato impiccato in casa. Su ordine di Sandro, Sara consegna al Samurai l'atto di rinuncia ai terreni, la cui proprietà passerà a lui. Gabriele fugge da Aureliano e Spadino che lo aspettavano dentro il suo palazzo, scappando sul tetto e, dopo aver preso Spadino di spalle, minaccia Aureliano di ucciderlo se non lo lasceranno in pace.
Ezio Quirino, contabile degli Adami che è diventato il compagno di Livia dopo la morte di Tullio, si rivolge al Samurai per eliminare Aureliano, da sempre percepito come un intralcio di cui liberarsi. Gabriele vuole incontrare Sara, ma al suo posto arriva Sandro che gli intima di lasciarla perdere, sia sentimentalmente che dal punto di vista degli affari. Aureliano assicura a Isabel che ha scelto lei, in barba a quanto possa pensare la sorella. Informato dal Samurai degli intrallazzi di Spadino con Aureliano, Manfredi ordina al fratello di non frequentarlo più. Per tutta risposta, Spadino lo colpisce al volto e annuncia all'attonita famiglia che vuole emanciparsi da loro. Andato in questura dove è allestita la camera ardente del padre, Gabriele scopre che da oltre dieci anni il genitore aveva una relazione con la collega Mara.
Entusiasta per essersi tolto il peso dell'ingombrante famiglia, Spadino si lascia andare troppo con i festeggiamenti e bacia in bocca Aureliano, scatenandone una reazione omofoba che potrebbe interrompere il loro sodalizio. Nonostante la moglie gli abbia ricordato che è un onesto padre di famiglia, Cinaglia comunica a Samurai di voler conoscere la mafia ed essere il suo punto di riferimento in comune. Gabriele consegna a Sara le chiavi della loro casa segreta. Quirino riferisce ad Aureliano che Livia lo vuole incontrare in palestra, ma si tratta di una trappola perché ad aspettarlo ci sono gli Anacleti. Saputo da Isabel dell'inganno, Livia si precipita in palestra, dove Aureliano ha avuto la meglio su Manfredi. Con dispiacere, Livia fa uccidere Quirino per aver venduto Aureliano al Samurai e tradito la famiglia.

## Chiamalo dormire
- Diretto da: Giuseppe Capotondi
- Scritto da: Daniele Cesarano, Barbara Petronio, Ezio Abbate, Fabrizio Bettelli, Nicola Guaglianone (soggetto); Daniele Cesarano (sceneggiatura)

### Trama
4 marzo. La giunta comunale si riunisce per l'ultima volta alla vigilia delle dimissioni del sindaco. Furioso con Sara per aver ceduto i terreni al Samurai senza avvertirlo, Aureliano fa irruzione nell'ufficio in cui è presente anche suo marito. Spaventato dai loschi personaggi con cui la moglie ha trafficato, Sandro vuole il divorzio. Livia convince Aureliano a rientrare in famiglia, anche se questo significa ripudiare Isabel. Spadino matura l'amara convinzione di non poter essere diverso da uno zingaro, per di più omosessuale, così sceglie di mettersi alla guida del clan al posto di Manfredi, piantonato in ospedale. Mara chiede l'aiuto di Gabriele per fare luce sulla morte di Franco. Naturalmente, il ragazzo è restio a collaborare per non scoperchiare le sue loscaggini.
Dopo un tentennamento, Taccon viene convinto da Cinaglia a firmare la delibera con cui i terreni di Ostia sono ceduti alla società Sogno Azzurro. L'operato opaco di Cinaglia non è passato inosservato al partito, tanto che non sarà ricandidato alle prossime elezioni. Samurai offre ad Aureliano l'ingresso nella sua cordata, riservandogli una quota persino maggiore di quella che avrebbe offerto a suo padre. Forte di questo nuovo potere, Aureliano dà il benservito a Livia perché non ha la benché minima intenzione di rinunciare a Isabel, estromettendo la sorella dal clan. Gli Anacleti accettano Spadino come nuovo leader, anche se la madre Adelaide ha saputo di Ostia e lo avverte di non essere più disposta a proteggerlo se dovesse sbagliare.
5 marzo. Il sindaco si dimette e Cinaglia sta complottando con il Samurai e il boss siciliano Ferdinando Badali per un candidato alternativo. Sara abbandona l'incarico di revisore dei conti vaticani perché il Cardinale Paccagni, scoperti i suoi intrallazzi con Theodosiou, vuole coinvolgerla nel fiorente business dell'accoglienza dei migranti. Elettrizzata per questa novità, Sara giura vendetta alla contessa. Spadino e Aureliano si incontrano al loro abituale punto di ritrovo, alla guida delle rispettive famiglie. Sebbene entrambi abbiano l'occasione di uccidersi, si ripromettono che la prossima volta non esiteranno a farlo. Al termine del funerale del padre, Gabriele vuota il sacco con Mara e le annuncia di voler entrare in polizia, anche se ad animarlo sono scopi perversi. Livia uccide Isabel.